# Barton (keresztnév)
A Barton angol eredetű férfinév, jelentése: földműves, gazda.[forrás?]

## Névnapok
- augusztus 24.[forrás?]